# Doulcon
Doulcon – miejscowość i gmina we Francji, w regionie Grand Est, w departamencie Moza.
Według danych na rok 1990 gminę zamieszkiwały 483 osoby, a gęstość zaludnienia wynosiła 56 osób/km² (wśród 2335 gmin Lotaryngii Doulcon plasuje się na 601. miejscu pod względem liczby ludności, natomiast pod względem powierzchni na miejscu 698.).